# Реформа административно-территориального деления в СССР (1962—1963)
Реформа административно-территориального деления Союза Советских Социалистических Республик была проведена в 1962—1963 годы в рамках реформы системы управления народным хозяйством по инициативе председателя Совета министров СССР Н. С. Хрущёва. В ходе реформы были значительно укрупнены административные образования в составе Советского Союза с образованием в них промышленных и сельских районов (общее число районов за истекший период — конец 1962-го — начало 1963-го — сократилось с 3421 до 1711; в ряде республик, краёв и областей образованы промышленные районы (122)). Местные органы КПСС и советы депутатов трудящихся были разделены на промышленные и сельскохозяйственные для управления соответствующими экономическими районами, что удвоило количество местных органов партийно-советского управления. Реформа быстро показала свою неэффективность и в декабре 1964-го — январе 1965-го годов была свёрнута. Промышленные и сельские районы были упразднены и восстановлены обычные административные районы.
Ниже приведены основные изменения административно-территориального деления СССР в период реализации реформы.

## Азербайджанская ССР
Указом Президиума ВС Азербайджанской ССР от 4 января 1963 года
вместо 50 районов и 6 городов республиканского подчинения создано 31 район и 7 городов республиканского подчинения — Всего упраздненных районов 23
Упраздненные районы (20): Агджабединский, Али-Байрамлинский, Астаринский, Ахсуинский, Белоканский, Дашкесанский, Джебраильский, Дивичинский, Евлахский, Ждановский, Зардобский, Кахский, Кубятлинский, Куткашенский, Мир-Башинский, Нухинский, Пушкинский, Саатлинский, Таузский, Хачмасский.
- Нагорно-Карабахская АО. Вместо 5 районов и 1 города областного подчинения создано 4 района и 1 город областного подчинения

Упраздненные районы (1): Шушинский
- Нахичеванская АССР. Вместо 5 районов и 1 города республиканского подчинения создано 3 района и 1 город республиканского подчинения

Упраздненные районы (2): Ордубадский и Шахбузский

## Армянская ССР
Указом Президиума ВС Армянской ССР от 12 января 1963 года
вместо 33 районов и 4 городов республиканского подчинения создано 26 районов и 9 городов республиканского подчинения
Упраздненные районы (7): Амасийский (31.08.1963 восстановлен в прежних границах), Артикский, Вединский, Калининский, им. Камо, Кироваканский и Разданский.

## Белорусская ССР
Указом Президиума ВС Белорусской ССР от 25 декабря 1962 года
— Всего упраздненных районов 46
- Брестская область. Вместо 18 районов и 3 городов областного подчинения создано 11 районов и 5 городов областного подчинения

Упраздненные районы (7): Ганцевичский, Городищенский, Ивановский, Ивацевичский, Логишинский, Малоритский и Ружанский районы
- Витебская область. Вместо 22 районов и 3 городов областного подчинения создано 14 районов и 4 города областного подчинения

Упраздненные районы (8): Докшицкий, Дубровенский, Езерищенский, Плисский, Россонский, Ушачский, Чашникский и Шумилинский районы
- Гомельская область. Вместо 24 районов и 3 городов областного подчинения создано 14 районов и 7 городов областного подчинения

Упраздненные районы (10): Ветковский, Комаринский, Копаткевичский, Кормянский, Лельчицкий, Лоевский, Наровлянский, Октябрьский, Тереховский и Чечерский районы
- Гродненская область. Вместо 18 районов и 2 городов областного подчинения создано 11 районов и 5 городов областного подчинения

Упраздненные районы (7): Берестовицкий, Дятловский, Кореличский, Мостовский, Островецкий, Радунский и Скидельский районы
- Минская область. Вместо 24 районов и 4 городов областного подчинения создано 15 районов и 6 городов областного подчинения

Упраздненные районы (9): Березинский, Воложинский, Клецкий, Кривичский, Плещеницкий, Смолевичский, Старобинский, Стародорожский и Узденский районы
- Могилёвская область. Вместо 17 районов и 2 городов областного подчинения создано 12 районов и 4 города областного подчинения

Упраздненные районы (5): Глусский, Кличевский, Кричевский, Осиповичский и Славгородский районы.

## Грузинская ССР
Указом Президиума ВС Грузинской ССР от 2 января 1963 года
вместо 52 районов и 7 городов республиканского подчинения создано 28 сельских районов, 1 промышленный район и 14 городов республиканского подчинения — Всего упраздненных районов 29 (упразднён Указом Президиума ВС Грузинской ССР от 23 декабря 1964 года)
Упраздненные районы (23): Абашский, Ахметский, Боржомский, Ванский, Дманисский, Карельский, Каспский, Лагодехский, Марнеульский, Мцхетский, Онский, Орджоникидзевский, Сагареджойский, Самгорский, Тержольский, Ткибульский, Хобский, Цаленджихский, Цалкский, Цителцкаройский, Цулукидзевский, Чохатаурский и Чхороцкуский (23.11.1963 вновь образованы Ахметский, Мцхетский, Орджоникидзевский, Сагареджойский, Цаленджихский, Чохатаурский районы, а также Гульрипшиский р-н в Абхазской АССР)
- Абхазская АССР. Вместо 5 районов и 2 городов республиканского подчинения создано 3 района и 4 города республиканского подчинения

Упраздненные районы (2): Гагрский и Сухумский
- Аджарская АССР. Вместо 5 районов и 1 города республиканского подчинения создано 3 района и 2 города республиканского подчинения

Упраздненные районы (3): Батумский, Кобулетский, Шуахевский
- Юго-Осетинская АО. Вместо 4 районов и 1 городов областного подчинения создано 3 района и 1 город областного подчинения

Упраздненные районы (1): Цхинвальский

## Казахская ССР
Указами Президиума ВС Казахской ССР от 2 и 10 января 1963 года
- Алма-Атинская область. Вместо 18 районов и 2 городов областного подчинения создано 13 районов и 4 города областного подчинения

Ликвидированные районы (6): Андреевский, Илийский, Капальский, Кировский, Нарынкольский и Уйгурский
- Восточно-Казахстанская область. Вместо 12 районов и 3 городов областного подчинения создано 7 сельских районов, 1 промышленный район и 4 города областного подчинения

Ликвидированные районы (6): Катон-Карагайский, Кировский, Маркакольский, Предгорненский, Тарбагатайский и Уланский
- Карагандинская область. Вместо 11 районов и 7 городов областного подчинения создано 7 сельских районов, 1 промышленный район и 8 городов областного подчинения

Ликвидированные районы (6): Джезказганский, Коунрадский, Кувский, Улутауский, Ульяновский и Четский
- Семипалатинская область. Вместо 13 районов и 1 города областного подчинения создано 7 сельских районов, 1 промышленный район и 2 города областного подчинения

Ликвидированные районы (6): Аксуатский, Маканчинский, Новопокровский, Новошульбинский, Чарский и Чубартауский

### Западно-Казахстанский край
- Создано 4 города краевого подчинения (1.Актюбинск 2.Гурьев 3.Уральск 4.Форт-Шевченко) и 3 промышленных района (Балыкшинский (до 3.11.63), Кандагачский и Эмбинский). 10.12.1963 к категории городов краевого подчинения отнесен пгт Актауский с наименованием Актау; к категории городов районного подчинения отнесен г. Форт-Шевченко; 1.07.1964 город краевого подчинения Актау переименован в Шевченко. 17.12.1964 переведены из краевого в областное подчинение все города и промышленные районы (при упразднении края)[2].
- Актюбинская область. Вместо 12 районов и 1 города областного подчинения создано 7 сельских районов, 1 промышленный район (краевого подчинения) и 1 город краевого подчинения

Ликвидированные районы (6): Байганинский, Джурунский, Иргизский, Ключевой, Степной и Уильский
- Гурьевская область. Вместо 9 районов и 1 города областного подчинения создано 4 сельских района, 1 промышленный район (краевого подчинения) и 1 город краевого подчинения

Ликвидированные районы (6): Баксайский, Балыкшинский, Жилокосинский, Испульский, Макатский и Шевченковский
- Уральская область. Вместо 14 районов и 1 города областного подчинения создано 8 районов 1 город краевого подчинения

Ликвидированные районы (5): Каменский, Каратобинский, Тайпакский, Теректинский и Чингирлауский

### Целинный край
- Создано 13 городов краевого подчинения (1.Атбасар 2.Джетыгара 3.Ермак 4.Кокчетав 5.Красноармейск 6.Кустанай 7.Макинск 8.Павлодар 9.Петропавловск 10.Рудный 11.Целиноград 12.Щучинск 13.Экибастуз) и 1 промышленный район (Жолымбетский)[3]. 17.12.1964 переведены из краевого в областное и районное подчинение все города (кроме Целинограда) и промышленный район[4].
- Кокчетавская область. Вместо 14 районов и 2 городов областного подчинения создано 9 районов и 2 города краевого подчинения

Ликвидированные районы (6): Аиртауский, Арык-Балыкский, Зерендинский, Казанский, Келлеровский, Чкаловский
- Кустанайская область. Вместо 18 районов и 2 городов областного подчинения создано 16 районов и 3 города краевого подчинения

Ликвидированные районы (8): Затобольский, Карабалыкский, Мендыгаринский, Орджоникидзевский, Пресногорьковский, Тарановский, Убаганский и Узункольский
- Павлодарская область. Вместо 11 районов и 2 городов областного подчинения создано 9 районов и 3 города краевого подчинения

Ликвидированные районы (7): Куйбышевский, Лебяжинский, Лозовский, Майский, Максимо-Горьковский, Урлютюбский и Цюрупинский
- Северо-Казахстанская область. Вместо 10 районов и 1 города областного подчинения создано 7 районов и 1 город краевого подчинения

Ликвидированные районы (5): Конюховский, Октябрьский, Полудинский, Приишимский, Соколовский
- Целиноградская область. Вместо 14 районов и 1 города областного подчинения создано 10 сельских районов, 1 промышленный район (краевого подчинения) и 1 город краевого подчинения

Ликвидированные районы (9): Баранкульский, Вишневский, Калининский, Кийминский, Ленинский, Макинский, Новочеркасский, Шортандинский и Эркеншиликский

### Южно-Казахстанский край
- Создано 5 городов краевого подчинения (Джамбул, Кентау, Кзыл-Орда, Ленгер, Чимкент). 24.08.1963 к категории городов краевого подчинения отнесен пгт Чулактау, 29.11.1963 переименован в Каратау. 17.12.1964 переведены из краевого в областное подчинение все города (при упразднении края)[5][6][7].
- Джамбульская область. Вместо 10 районов и 1 города областного подчинения создано 6 районов и 2 города краевого подчинения

Ликвидированные районы (4): Джамбульский, Коктерекский, Луговский, Сарысуский
- Кзыл-Ординская область. Вместо 8 районов и 1 города областного подчинения создано 4 района и 1 город краевого подчинения

Ликвидированные районы (4): Аральский, Джалагашский, Тереньузякский, Яны-Курганский
- Чимкентская область. Вместо 14 районов и 3 городов областного подчинения создано 6 районов и 3 города краевого подчинения

Ликвидированные районы (9): Арысский, Георгиевский, Кировский, Каратасский, Келесский, Пахта-Аральский, Тюлькубасский, Чаяновский и Шаульдерский

## Киргизская ССР
Указом Президиума ВС Киргизской ССР от 30 декабря 1962 года
вместо 21 района и 5 городов республиканского подчинения создано 11 районов и 6 городов республиканского подчинения — Всего упраздненных районов 16
Упраздненные районы (10): Балыкчинский, Джумгальский, Кантский, Каракольский, Кеминский, Кировский, Московский, Сокулукский, Тогуз-Тороуский и Тонский
- Ошская область. Вместо 16 районов и 7 городов областного подчинения создано 10 районов и 7 городов областного подчинения

Упраздненные районы (6): Ала-Букинский, Базар-Курганский, Баткенский, Наукатский, Ошский и Советский

## Латвийская ССР
Указом Президиума ВС Латвийской ССР от 18 декабря 1962 года
вместо 29 районов и 7 городов республиканского подчинения создано 21 район и 7 городов республиканского подчинения
Упраздненные районы (7): Айзпутский, Алуксненский, Вилякский, Елгавский, Илукстский, Лимбажский и Сигулдский

## Литовская ССР
Указом Президиума ВС Литовской ССР от 8 декабря 1962 года
вместо 62 районов и 7 городов республиканского подчинения создано 41 район и 9 городов республиканского подчинения
Упраздненные районы (15): Акмянский, Арёгальский, Варняйский, Вевисский, Езнасский, Ионавский, Калварийский, Неменчинский, Пагегский, Рамигальский, Ретавский, Скаудвильский, Ужвентский, Шальчининкский и Ширвинтский

## Молдавская ССР
Указом Президиума Верховного совета Молдавской ССР от 2 января 1963 вместо 35 районов и 4 городов республиканского подчинения создано 18 районов и 8 городов республиканского подчинения
Ликвидированные районы (16): Атакский, Бельцкий, Бульбокский, Глодянский, Дрокиевский, Кагульский, Корпиненский, Комратский, Липканский, Ниспоренский, Рыбницкий, Сорокский, Страшенский, Тараклийский, Теленештский, Унгенский.

## РСФСР
Указом Президиума Верховного Совета РСФСР от 1 февраля 1963 года в автономных республиках, краях и областях произведено укрупнение сельских районов и в связи с этим упразднены следующие районы…

### Центральный район
- Брянская область. Вместо 25 районов и 3 городов областного подчинения создано 10 сельских районов, 4 промышленных района и 4 города областного подчинения (образован 14 января 1963 года)
- Владимирская область. Вместо 21 района и 7 городов областного подчинения создано 9 сельских районов, 5 промышленных районов и 8 городов областного подчинения
- Ивановская область. Вместо 21 района и 5 городов областного подчинения создано 9 сельских районов, 2 промышленных района и 9 городов областного подчинения
- Калининская область. Вместо 38 районов и 8 городов областного подчинения создано 17 районов и 12 городов областного подчинения
- Калужская область. Вместо 26 районов и 2 городов областного подчинения создано 10 сельских районов, 3 промышленных района и 4 города областного подчинения[8]

Упраздненные районы (16): Бабынинский, Барятинский, Боровский, Дзержинский, Думиничский, Износковский, Куйбышевский, Лев-Толстовский, Людиновский, Мещовский, Мосальский, Перемышльский, Тарусский, Угодско-Заводский, Ульяновский, Хвастовичский.
- Костромская область. Вместо 25 районов и 4 городов областного подчинения создано 14 сельских районов и 7 городов областного подчинения
- Московская область. Вместо 34 районов и 29 городов областного подчинения создано 12 районов и 36 городов областного подчинения

Упраздненные районы (23): Балашихинский (сельсоветы переданы в Мытищинский район, город Реутов, дачные посёлки Никольско-Архангельский и Салтыковка — в подчинение Балашихе), Воскресенский (сельсоветы переданы в Люберецкий район), Загорский (сельсоветы переданы в Мытищинский район), Зарайский (сельсоветы переданы в Коломенский район, город Зарайск получил статус города областного подчинения), Истринский (Обушковский, Павловский сельсоветы переданы в Звенигородский район, Бужаровский, Букаревский, Деньковский, Духанинский, Ермолинский, Ивановский, Костровский, Ленинский, Лучинский, Онуфриевский, Петровский, Савельевский и Ядроминский сельсоветы — в Солнечногорский район), Каширский (сельсоветы переданы в Ступинский район), Клинский (сельсоветы переданы в Солнечногорский район), Красногорский (Барвихинский, Воронковский, Ильинский, Мамоновский, Марьинский, Новоивановский и Павшинский сельсоветы переданы в Звенигородский район, а Клязьминский (без селения Павельцево), Молжаниновский и Родионовский сельсоветы — в Солнечногорский район, селение Павельцево Клязьминского сельсовета — в подчинение городу Долгопрудный), Лотошинский (сельсоветы переданы в Волоколамский район), Луховицкий (сельсоветы переданы в Коломенский район), Наро-Фоминский (Атепцевский, Каменский, Крюковский, Марушкинский, Новофёдоровский, Первомайский, Петровский и Ташировский сельсоветы переданы в Звенигородский район, Афанасьевский, Благовещенский, Вышегородский, Назарьевский, Симбуховский, Федюнькинский, Шелковский и Шустиковский сельсоветы — в Можайский район), Ногинский (сельсоветы переданы в Орехово-Зуевский район), Подольский (сельсоветы переданы в Ленинский район), Пушкинский (сельсоветы переданы в Мытищинский район), Раменский (сельсоветы переданы в Люберецкий район), Рузский (сельсоветы переданы в Можайский район), Серебряно-Прудский (сельсоветы переданы в Ступинский район), Серпуховский (сельсоветы переданы в Ленинский район), Талдомский (сельсоветы переданы в Дмитровский район), Ульяновский (Внуковский, Терёшковский и Филимонковский сельсоветы переданы в Звенигородский район, Булатниковский, Володарский, Горкинский, Картинский, Михайловский, Молоковский и Сосенский сельсоветы — в Ленинский район), Шатурский (сельсоветы переданы в Егорьевский район), Шаховский (сельсоветы переданы в Волоколамский район) и Щелковский (сельсоветы переданы в Мытищинский район)
Переданные сельсоветы из одного района в другой в 1963 году: Белорастовский, Габовский и Каменский сельсоветы (переданы из Солнечногорского района в Дмитровский)
- Орловская область. Вместо 29 районов и 2 городов областного подчинения создано 10 сельских районов, 2 промышленных района и 3 города областного подчинения
- Рязанская область. Вместо 29 районов и 2 городов областного подчинения создано 12 сельских районов, 5 промышленных районов и 2 города областного подчинения
- Смоленская область. Вместо 24 районов и 5 городов областного подчинения создано 14 районов и 5 городов областного подчинения
- Тульская область. Вместо 28 районов и 7 городов областного подчинения создано 10 сельских районов, 2 промышленных района и 9 городов областного подчинения
- Ярославская область. Вместо 19 районов и 5 городов областного подчинения создано 10 районов и 8 городов областного подчинения

### Центрально-Чернозёмный район
- Белгородская область. Вместо 31 района и 3 городов областного подчинения создано 11 сельских районов, 1 промышленный район и 6 городов областного подчинения[9]

Упраздненные районы: Большетроицкий, Великомихайловский, Волоконовский, Гостищевский, Грайворонский, Губкинский, Ивнянский, Красненский, Красногвардейский, Краснояружский, Никитовский, Октябрьский, Ровеньский, Скороднянский, Томаровский, Уразовский, Чернянский и Шаталовский
- Воронежская область. Вместо 38 районов и 3 городов областного подчинения создано 16 районов и 9 городов областного подчинения
- Курская область. Вместо 33 районов и 1 города областного подчинения создано 12 районов и 4 города областного подчинения

Упраздненные районы: Ястребовский
- Липецкая область. Вместо 24 районов и 2 городов областного подчинения создано 10 районов и 5 городов областного подчинения

Упраздненные районы: Краснинский
- Тамбовская область. Вместо 26 районов и 5 городов областного подчинения создано 13 и 7 городов областного подчинения

### Северо-Западный район
- Калининградская область. Вместо 13 районов и 7 городов областного подчинения создано 8 районов и 10 городов областного подчинения
- Ленинградская область. Вместо 20 районов и 8 городов областного подчинения создано 10 районов и 13 городов областного подчинения
- Новгородская область. Вместо 25 районов и 3 городов областного подчинения создано 9 сельских районов, 3 промышленных района и 3 города областного подчинения (образован 10 декабря 1962 года)
- Псковская область. Вместо 23 районов и 2 городов областного подчинения создано 13 сельских районов, 3 промышленных района и 2 города областного подчинения

### Северный район
- Архангельская область. Вместо 20 районов и 3 городов областного подчинения создано 15 сельских районов, 6 промышленных районов и 4 города областного подчинения (образован 9 февраля 1963 года)
  - Ненецкий национальный округ. Изменений не произошло
- Вологодская область. Вместо 26 районов и 4 городов областного подчинения создано 18 сельских районов, 1 промышленный район и 4 города областного подчинения
- Карельская АССР. Вместо 13 районов и 1 города республиканского подчинения создано 4 сельских района, 6 промышленных районов и 2 города республиканского подчинения
- Коми АССР. Вместо 18 районов и 4 городов республиканского подчинения создано 7 сельских районов, 4 промышленных района и 5 городов республиканского подчинения
- Мурманская область. Вместо 6 районов и 5 городов областного подчинения создано 4 сельских района и 5 городов областного подчинения

### Волго-Вятский район
- Горьковская область. Вместо 48 районов и 10 городов областного подчинения создано 18 районов и 18 городов областного подчинения (образован 9 апреля 1963 года)
- Кировская область. Вместо 28 районов и 3 городов областного подчинения создано 18 сельских районов, 2 промышленных района и 5 города областного подчинения
- Марийская АССР. Вместо 14 районов и 1 города республиканского подчинения создано 7 сельских районов, 1 промышленный район и 3 города республиканского подчинения
- Мордовская АССР. Вместо 25 районов и 2 городов республиканского подчинения создано 10 сельских районов, 1 промышленный район и 3 города республиканского подчинения (образован 19 февраля 1963 года)
- Чувашская АССР. Вместо 21 района и 4 городов республиканского подчинения создано 9 сельских районов, 2 промышленных района и 4 города республиканского подчинения

### Поволжский район
- Астраханская область. Вместо 14 районов и 1 города областного подчинения создано 7 районов и 1 город областного подчинения
- Волгоградская область. Вместо 46 районов и 4 городов областного подчинения создано 19 районов и 5 городов областного подчинения[10]

Упраздненные районы (28): Алексеевский, Балыклейский, Березовский, Быковский, Вязовский, Городищенский, Даниловский, Добринский, Ждановский, Иловатский, Иловлинский, Калининский, Киквидзевский, Котельниковский, Красноярский, Кругловский, Кумылженский, Ленинский, Логовский, Нижнечирский, Ольховский, Приморский, Руднянский, Светлоярский, Солодчинский, Старополтавский, Фрунзенский и Чернышковский
- Калмыцкая АССР. Вместо 10 районов и 1 города республиканского подчинения создано 6 районов и 1 город республиканского подчинения
- Куйбышевская область. Вместо 31 района и 8 городов областного подчинения создано 13 районов и 10 городов областного подчинения (образован 12 февраля 1963 года)
- Пензенская область. Вместо 28 районов и 2 городов областного подчинения создано 13 сельских районов, 2 промышленных района и 5 городов областного подчинения
- Саратовская область. Вместо 37 районов и 6 городов областного подчинения создано 18 районов и 10 городов областного подчинения
- Татарская АССР. Вместо 46 районов и 6 городов республиканского подчинения создано 17 сельских районов, 1 промышленный район и 8 городов республиканского подчинения
- Ульяновская область. Вместо 20 районов и 2 городов областного подчинения создано 10 сельских районов, 2 промышленных района и 3 города областного подчинения

### Северо-Кавказский район
- Дагестанская АССР. Вместо 38 районов и 7 городов республиканского подчинения создано 25 районов и 8 городов республиканского подчинения
- Кабардино-Балкарская АССР. Вместо 10 районов и 1 города республиканского подчинения создано 5 районов и 4 города республиканского подчинения
- Краснодарский край. Вместо 39 районов и 8 городов краевого подчинения создано 18 сельских районов, 2 промышленных района (Абинский и Апшеронский) и 9 городов краевого подчинения (образован 11 февраля 1963 года (кроме Сочи, Адыгейской автономной области), 7 декабря 1962 года (Сочи))[11]

Упраздненные районы (21): Абинский, Апшеронский, Белоглинский, Брюховецкий, Выселковский, Геленджикский, Горяче-Ключевский, Гулькевичский, Калининский, Кореновский, Красноармейский, Крыловский, Курганинский, Ленинградский, Новотитаровский, Приморско-Ахтарский, Северский, Староминский, Тбилисский, Темрюкский и Щербановский
- Адыгейская АО. Вместо 7 районов и 1 города областного подчинения создано 4 сельских района, 1 промышленный район (Тульский) и 1 город областного подчинения (образован 11 февраля 1963 года)

Упраздненные районы (3): Кошехабльский, Майкопский и Октябрьский
- Ростовская область. Вместо 48 районов и 12 городов областного подчинения создано 20 районов и 16 городов областного подчинения[12]

Упраздненные районы (28): Аксайский, Багаевский, Белокалитвенский, Боковский, Верхнедонский, Веселовский, Волгодонской, Глубокинский, Дубовский, Заветинский, Зверевский, Кагальницкий, Киевский, Куйбышевский, Мартыновский, Милютинский, Мясниковкий, Новочеркасский, Орловский, Песчанокопский, Раздорский, Родионово-Несветайский, Самарский, Советский, Тарасовский, Тацинский, Целинский и Чертковский.
- Северо-Осетинская АССР. Вместо 9 районов и 1 города республиканского подчинения создано 5 районов и 4 города республиканского подчинения
- Ставропольский край. Вместо 23 районов и 10 городов краевого подчинения создано 15 сельских районов, 1 промышленный район и 10 городов краевого подчинения[13]

Упраздненные районы (9): Аполлонский, Арзгирский, Ачикулакский, Воронцово-Александровский, Курсавский, Михайловский, Новоалександровский, Предгорный и Труновский
- Карачаево-Черкесская АО. Вместо 8 районов и 1 города областного подчинения создано 6 сельских районов, 1 промышленный район и 2 города областного подчинения

Упраздненные районы (2): Преградненский и Усть-Джегутинский
- Чечено-Ингушская АССР. Вместо 16 районов и 2 городов республиканского подчинения создано 10 районов и 3 города республиканского подчинения

### Уральский район
- Башкирская АССР. Вместо 56 районов и 9 городов республиканского подчинения создано 20 сельских районов, 1 промышленный район и 13 городов республиканского подчинения
- Курганская область. Вместо 31 района и 2 городов областного подчинения создано 11 сельских районов и 5 городов областного подчинения
- Оренбургская область. Вместо 36 районов и 6 городов областного подчинения создано 16 сельских районов, 1 промышленный район и 8 городов областного подчинения
- Пермская область. Вместо 29 районов и 11 городов областного подчинения создано 11 сельских районов, 3 промышленных района и 12 городов областного подчинения[14]

Упраздненные районы (19): Бардымский, Березниковский, Березовский, Большесосновский, Верхнемуллинский, Добрянский, Еловский, Карагайский, Кишертский, Красновишерский, Нытвенский, Октябрьский, Ординский, Оханский, Сивинский, Суксунский, Уинский, Чайковский и Чусовской
- Коми-Пермяцкий национальный округ. Вместо 6 районов и 1 города окружного подчинения создано 5 сельских районов, 1 промышленный район и 1 город окружного подчинения

Упраздненные районы (1): Гайнский
- Свердловская область. Вместо 35 районов и 26 городов областного подчинения создано 13 сельских районов, 3 промышленных района и 29 городов областного подчинения
- Удмуртская АССР. Вместо 29 районов и 4 городов республиканского подчинения создано 10 сельских районов, 2 промышленных района и 5 городов республиканского подчинения
- Челябинская область. Вместо 25 районов и 13 городов областного подчинения создано 12 районов и 17 городов областного подчинения

### Западно-Сибирский район
- Алтайский край. Вместо 63 районов и 7 городов краевого подчинения создано 24 района и 7 городов краевого подчинения
  - Горно-Алтайская АО. Вместо 9 районов и 1 города областного подчинения создано 6 районов и 1 город областного подчинения

Упраздненные районы (2): Усть-Коксинский, Шебалинский
- Кемеровская область. Вместо 19 районов и 14 городов областного подчинения создано 9 сельских районов, 2 промышленных района и 16 городов областного подчинения[15]

Упраздненные районы (12): Анжеро-Сунженский, Гурьевский, Ижморский, Крапивинский, Кузнецкий, Осинниковский, Прокопьевский, Таштагольский, Тисульский, Топкинский, Чебулинский и Яшкинский
- Новосибирская область. Вместо 32 районов и 6 городов областного подчинения создано 19 районов и 6 городов областного подчинения
- Омская область. Вместо 34 районов и 1 города областного подчинения создано 17 районов и 4 города областного подчинения

Упраздненные районы (18): Азовский, Большеуковский, Васисский, Дробышевский, Иртышский, Колосовский, Кормиловский, Крутинский, Марьяновский, Нижнеомский, Одесский, Оконешниковский, Полтавский, Саргатский, Седельниковский, Ульяновский, Усть-Ишимский и Шербакульский.
- Томская область. Вместо 17 районов и 2 городов областного подчинения создано 8 сельских районов, 4 промышленных района и 2 города областного подчинения

Упраздненные районы (5): Кожевниковский, Молчановский, Парбигский, Пышкино-Троицкий и Туганский.
- Тюменская область. Вместо 22 районов и 3 городов областного подчинения создано 10 районов и 4 города областного подчинения
  - Ханты-Мансийский национальный округ. Изменений не произошло
  - Ямало-Ненецкий национальный округ. Изменений не произошло

### Восточно-Сибирский район
- Бурятская АССР. Вместо 17 районов и 1 города республиканского подчинения создано 10 сельских районов, 2 промышленных района и 3 города республиканского подчинения
- Иркутская область. Вместо 24 районов и 7 городов областного подчинения создано 14 сельских районов, 1 промышленный район и 12 городов областного подчинения
  - Усть-Ордынский Бурятский национальный округ. Вместо 6 районов образовано 3 района
- Красноярский край. Вместо 45 районов и 8 городов краевого подчинения создано 26 сельских районов, 2 промышленных района и 11 городов краевого подчинения
  - Таймырский (Долгано-Ненецкий) национальный округ. Изменений не произошло
  - Хакасская АО. Вместо 8 районов и 2 городов областного подчинения создано 4 сельских района, 2 промышленных района и 2 города областного подчинения

Упраздненные районы (4): Бейский, Боградский, Орджоникидзевский и Таштыпский
- - Эвенкийский национальный округ. Изменений не произошло
- Тувинская АССР. Вместо 11 районов и 1 города республиканского подчинения создано 9 районов и 1 город республиканского подчинения
- Читинская область. Вместо 25 районов и 3 городов областного подчинения создано 18 сельских районов, 3 промышленных района и 4 города областного подчинения

Упраздненные районы (7): Акшинский, Александрово-Заводский, Могочинский, Нерчинско-Заводский, Ононский, Хилокский, Чернышевский.
- Агинский Бурятский национальный округ. Вместо 3 районов образован 1 район

Упраздненные районы: Агинский и Могойтуйский.

### Дальневосточный район
- Амурская область. Вместо 20 районов и 4 городов областного подчинения создано 8 сельских районов, 3 промышленных района и 7 городов областного подчинения (образован 9 февраля 1963 года)
- Камчатская область. Изменений не произошло
  - Корякский национальный округ. Изменений не произошло
- Магаданская область. Изменений не произошло
  - Чукотский национальный округ. Изменений не произошло
- Приморский край. Вместо 27 районов и 6 городов краевого подчинения создано 13 сельских районов, 3 промышленных района и 9 городов краевого подчинения
- Сахалинская область. Вместо 17 районов и 9 городов областного подчинения создано 4 сельских района, 7 промышленных районов и 9 городов областного подчинения
- Хабаровский край. Вместо 15 районов и 4 городов краевого подчинения создано 7 сельских районов, 4 промышленных района и 4 города краевого подчинения

Упраздненные районы (7): Бикинский, Кур-Урмийский, им. Лазо, Нанайский, Нижнеамурский, им. Полины Осипенко и Тахтинский
- - Еврейская АО. Изменений не произошло
- Якутская АССР. Вместо 33 районов и 2 городов республиканского подчинения создано 20 сельских районов, 5 промышленных районов и 2 города республиканского подчинения

## Таджикская ССР
Указом Президиума ВС Таджикской ССР от 4 января 1963 года
вместо Ленинабадской области, 19 районов республиканского подчинения и 4 городов республиканского подчинения создано 21 район республиканского подчинения и 10 городов республиканского подчинения — Всего упраздненных районов 13.
Упраздненные районы (10): Айнинский, Ганчинский, Кировабадский, Комсомолабадский, Пархарский, Пролетарский, Советский, Таджикабадский, Файзабадский и Яванский
- Горно-Бадахшанская АО. Вместо 6 районов и 1 городов областного подчинения создано 4 района и 1 город областного подчинения

Упраздненные районы (3): Калаи-Хумбский, Рошткалинский, Рушанский

## Туркменская ССР
Указом Президиума ВС Туркменской ССР от 2 января 1963 года
вместо 3 областей (в январе 1963 упразднены Марыйская, Ташаузская и Чарджоуская области), 10 районов республиканского подчинения и 4 городов республиканского подчинения создано 21 район республиканского подчинения и 7 городов республиканского подчинения.
Упраздненные районы (18): Бахарденский, Гасан-Кулийский, Дарган-Атинский, Ильялинский, Каахкинский, Каракалинский, Карабекаульский, Красноводский, Куйбышевский, Кировский, Московский, Сакар-Чагинский, Серахский, Тельманский, Туркмен-Калинский, Фарабский, Халачский и Чаршангинский

## Узбекская ССР
Указом Президиума ВС Узбекской ССР от 24 декабря 1962 года
— Всего упраздненных районов 55
- Андижанская область. Вместо 23 районов и 3 городов областного подчинения создано 11 районов и 3 города областного подчинения

Упраздненные районы (12): Алтынкульский, Бузский, Джалялкудукский, Ильичёвский, Касансайский, Ленинский, Нарынский, Пахтаабадский, Туракурганский, Уйчинский, Халдыванбекский и Чинабадский
- Бухарская область. Вместо 12 районов и 3 городов областного подчинения создано 7 районов и 3 города областного подчинения

Упраздненные районы (5): Каганский, Кенимехский, Кзылтепинский, Свердловский и Шафриканский
- Самаркандская область. Вместо 17 районов и 3 городов областного подчинения создано 8 районов и 2 города областного подчинения

Упраздненные районы (8): Акдарьинский, Галляаральский, Джамбайский, Зааминский, Пахтакорский, Ургутский, Фаришский и Хатырчинский
- Сурхандарьинская область. Вместо 18 районов и 3 городов областного подчинения создано 9 районов и 3 города областного подчинения

Упраздненные районы (9): Ангорский, Байсунский, Бешкентский, Дехканабадский, Джаркурганский, Камашинский, Китабский, Сарыассийский и Чиракчинский
- Ташкентская область. Вместо 14 районов и 7 городов областного подчинения создано 6 районов и 6 городов областного подчинения

Упраздненные районы (8): Ахангаранский, Беговатский, Бостанлыкский, Комсомольский, Нижнечирчикский, Орджоникидзевский, Пскентский и Чианзский
- Ферганская область. Вместо 13 районов и 3 городов областного подчинения создано 6 районов и 4 города областного подчинения

Упраздненные районы (7): Багдадский, Кокандский, Куйбышевский, Маргеланский, Узбекистанский (17.04.1963 вновь образован), Ферганский и Фрунзенский
- Хорезмская область. Вместо 8 районов и 2 городов областного подчинения создано 5 районов и 2 города областного подчинения

Упраздненные районы (3): Кошкупырский, Ургенчский, Ханкинский
- Сырдарьинская область. Образована в ходе реформы (16.02.1963).
- Каракалпакская АССР. Вместо 9 районов и 1 города республиканского подчинения создано 5 сельских районов, 1 промышленный район и 2 города республиканского подчинения

Упраздненные районы (3): Бирунинский, Кунградский, Тахтакупырский

## Украинская ССР
Указом Президиума ВС Украинской ССР от 30 декабря 1962 года
в соответствии с производственным принципом созданы по 2 обкома партии и 2 областных Совета, то есть областные (промышленные) комитеты КП Украины и областные (промышленные) Советы депутатов трудящихся, а также областные (сельские) комитеты КП Украины и областные (сельские) Советы депутатов трудящихся — в 19 областях, включая Львовскую, кроме 6 западных: Волынской, Закарпатской, Ивано-Франковской, Ровенской, Тернопольской и Черновицкой;
 и производится укрупнение сельских районов Украины до размеров территорий производственных колхозно-совхозных управлений и вместо существовавших 604 небольших по размеру сельских районов создан 251 район, с передачей этих районов в ведение соответствующих областных (сельских) Советов депутатов трудящихся (в скобках для сравнения указаны данные по 394 новообразованным районам по состоянию на январь 1965 в связи с отменой Хрущёвских реформ):
- Винницкая область. Вместо 32 районов и 2 городов областного подчинения создано 13 районов и 5 городов областного подчинения (на 04.01.65 — 19 районов)

Ликвидированные районы (19): Брацлавский, Винницкий, Ильинецкий, Комсомольский, Литинский, Муровано-Куриловецкий, Оратовский, Песчанский, Плисковский, Тепликский, Томашпольский, Тростянецкий, Тывровский, Улановский, Черневецкий, Чечельницкий, Шаргородский, Шпиковский и Ямпольский.
- Волынская область. Вместо 19 районов и 3 городов областного подчинения создано 7 районов и 3 города областного подчинения (на 04.01.65 — 12 районов)

Ликвидированные районы (12): Колковский, Локачинский, Луцкий, Любешовский, Маневичский, Нововолынский, Ратновский, Старовыжевский, Торчинский, Турийский, Цуманский и Щацкий.
- Днепропетровская область. Вместо 22 районов и 8 городов областного подчинения создано 12 районов и 10 городов областного подчинения (на 04.01.65 — 20 районов)

Ликвидированные районы (10): Верхне-Днепровский, Магдалиновский, Межевский, Новопокровский, Перещепинский, Петриковский, Покровский, Томаковский, Широковский, Щорский.
- Донецкая область. Вместо 22 районов и 12 городов областного подчинения создано 9 районов и 22 города областного подчинения (на 04.01.65 — 15 районов)

Ликвидированные районы (13): Авдеевский, Александровский, Дзержинский, Добропольский, Константиновский, Краснолиманский, Першотравневый, Селидовский, Снежнянский, Старобешевский, Тельмановский, Харцызский и Шахтерский (06.05.1963 был возобновлён Старобешевский р-н и упразднён Новоазовский р-н).
- Житомирская область. Вместо 25 районов и 4 городов областного подчинения создано 11 районов и 5 городов областного подчинения (на 04.01.65 — 16 районов)

Ликвидированные районы (14): Андрушевский, Барановский, Барашевский, Брусиловский, Володарско-Волынский, Житомирский, Лугинский, Любарский, Народичский, Радомышльский, Ружинский, Словечанский, Червоноармейский и Чудновский.
- Закарпатская область. Вместо 13 районов и 2 городов областного подчинения создано 5 районов и 2 города областного подчинения (на 04.01.65 — 11 районов)

Ликвидированные районы (8): Великоберезнянский, Виноградовский, Воловецкий, Иршавский, Межгорский, Раховский, Свалявский и Ужгородский.
- Запорожская область. Вместо 23 районов и 3 городов областного подчинения создано 10 районов и 6 городов областного подчинения (на 04.01.65 — 17 районов)

Ликвидированные районы (13): Акимовский, Андреевский, Болшебелозерский (Великобелозерский), Верхнехортицкий, Веселовский, Гуляйпольский, Каменско-Днепровский, Камышевахский, Нововасильевский, Новониколаевский, Приморский, Розовский и Черниговский (06.01.1964 Васильевский р-н переименован на Каменско-Днепровский район (с перенесением районного центра)).
- Ивано-Франковская область. Вместо 26 районов и 2 городов областного подчинения создано 6 сельских районов, 1 промышленный район и 2 города областного подчинения (на 04.01.65 — 12 районов)

Ликвидированные районы (20): Болеховский, Большовцевский, Бурштынский, Войниловский, Гвоздецкий, Долинский, Жабьевский, Заболотовский, Ланчинский, Лисецкий, Надворнянский, Обертинский, Отынянский, Рогатинский, Рожнятовский, Снятынский, Тлумачский, Тысменицкий, Яблоновский и Яремчанский (на базе Жабьевского р-на 30.12.1962 создан Верховинский промышленный район, упразднен 28.10.1963 — тогда же создан Долинский промышленный район).
- Киевская область. Вместо 31 района и 1 города областного подчинения создано 12 сельских районов, 1 промышленный район и 7 городов областного подчинения (на 04.01.65 — 19 районов)

Ликвидированные районы (19): Барышевский, Березанский, Богуславский, Бородянский, Броварской, Володарский, Высшедубечанский, Гребенковский, Дымерский, Згуровский, Обуховский, Полесский, Ржищевский, Рокитнянский, Сквирский, Ставищенский, Старченковский, Узинский и Фастовский (на базе Полесского р-на 30.12.1962 создан Полесский промышленный район).
- Кировоградская область. Вместо 24 районов и 4 городов областного подчинения (Кировоград, Александрия, Знаменка и Кремгэс) создано 12 районов и 6 городов областного подчинения (все предыдущие, а также Гайворон и Новомиргород) (на 04.01.65 — 18 районов)

Ликвидированные районы (12): Гайворонский, Голованевский, Знаменский, Компанеевский, Новгородковский, Новомиргородский, Новопражский, Ольшанский (Вильшанский), Онуфриевский, Ровнянский, Устиновский и Хмелевский
- Крымская область. Вместо 21 района и 5 городов областного подчинения создано 10 районов и 6 городов областного подчинения (на 04.01.65 — 12 районов)

Ликвидированные районы (11): Азовский, Кировский, Куйбышевский, Октябрьский, Первомайский, Приморский, Раздольненский, Сакский (практически вся его территория, за исключением 1 сельсовета, присоединена к Евпаторийскому р-ну, последний переименован 11.02.1963 в Сакский), Симферопольский, Советский и Судакский (10.06.1964 Алуштинский р-н ликвидирован, г. Алушта отнесена к категории городов областного подчинения).
- Луганская область. Вместо 25 районов и 6 городов областного подчинения создано 9 районов и 15 городов областного подчинения (на 04.01.65 — 15 районов)

Ликвидированные районы (16): Александровский, Беловодский, Белолуцкий, Верхнетепловский, Коммунарский, Краснодонский, Краснолучский, Кременской, Марковский, Нижнедуванский, Новоайдарский, Новосветловский, Попаснянский, Ровеньковский, Свердловский и Фрунзенский (16.05.1963 Меловский р-н переименован на Беловодский р-н).
- Львовская область. Вместо 32 районов и 7 городов областного подчинения создано 11 районов и 10 городов областного подчинения (на 04.01.65 — 16 районов)

Ликвидированные районы (21): Бобркский, Бориславский, Бусский, Глинянский, Добромильский, Забужский, Ивано-Франковский, Лопатинский, Николаевский, Мостисский, Нестеровский, Новоярычевский, Олесский, Перемышлянский, Рава-Русский, Радеховский, Рудковский, Самборский, Сколевский, Турковский и Ходоровский.
- Николаевская область. Вместо 19 районов и 2 городов областного подчинения создано 9 районов и 3 города областного подчинения (на 04.01.65 — 16 районов)

Ликвидированные районы (10): Арбузинский, Тилигуло-Березанский, Березнеговатский, Большеврадиевский (Велико-Врадиевский), Веселиновский, Еланецкий, Казанковский, Кривоозерский, Октябрьский (с 30.12.1962 Октябрьское именуется Жовтневое) и Очаковский.
- Одесская область. Вместо 31 района и 3 городов областного подчинения создано 14 районов и 8 городов областного подчинения (на 04.01.65 — 20 районов)

Ликвидированные районы (17): Арцизский, Бородинский, Великомихайловский, Ивановский, Килийский, Кодымский, Красноокнянский, Николаевский, Новоивановский, Овидиопольский, Одесский, Ренийский, Савранский, Саратский, Староказацкий, Цебриковский и Ширяевский.
- Полтавская область. Вместо 34 районов и 2 городов областного подчинения создано 14 районов и 6 городов областного подчинения (на 04.01.65 — 19 районов)

Ликвидированные районы (20): Великобагачанский, Великокрынковский, Гоголевский, Градижский, Гребенковский, Кишеньковский, Козельщинский, Комышнянский, Котелевский, Лазорковский, Машевский, Нехворощанский, Новосенжарский (Новосанжарский), Оболонский, Опошнянский, Оржицкий, Семеновский, Сенчанский, Чернухинский и Чутовский.
- Ровенская область. Вместо 19 районов и 1 города областного подчинения создано 7 районов и 1 город областного подчинения (на 04.01.65 — 12 районов)

Ликвидированные районы (12): Владимирецкий, Демидовский, Заречнянский, Здолбуновский, Клеванский, Корецкий, Костопольский, Острожский, Рокитновский, Сосновский, Степанский та Червоноармейский.
- Сумская область. Вместо 23 районов и 3 городов областного подчинения создано 10 районов и 8 городов областного подчинения (на 04.01.65 — 16 районов)

Ликвидированные районы (13): Большеписаревский (Великописаревский), Зноб-Новгородский, Краснопольский, Липоводолинский, Недригайловский, Путивльский, Талалаевский, Тростянецкий, Ульяновский, Хотенский, Червоный, Шосткинский и Ямпольский.
- Тернопольская область. Вместо 30 районов и 1 города областного подчинения создано 9 районов и 1 город областного подчинения (на 04.01.65 — 14 районов)

Ликвидированные районы (21): Великоборковский, Великоглубочецкий, Великодедеркальский, Вишневецкий, Гусятинский, Залищицкий, Заложцевский, Золотниковский, Золотопотокский, Козловский, Козовский, Копычинский, Лановецкий, Мельнице-Подольский, Микулинецкий, Монастыриский, Подгаецкий, Почаевский, Скалатский, Толстенский и Шумский.
- Харьковская область. Вместо 28 районов и 3 городов областного подчинения создано 13 районов и 10 городов областного подчинения (на 04.01.65 — 20 районов)

Ликвидированные районы (15): Алексеевский, Барвенковский, Близнецовский, Боровский, Дворечанский, Зачепиловский, Золочевский, Кегичевский, Краснокутский, Нововодолажский, Петровский, Печенежский, Старосалтовский, Харьковский и Шевченковский.
- Херсонская область. Вместо 20 районов и 2 городов областного подчинения создано 10 районов и 4 города областного подчинения (на 04.01.65 — 15 районов)

Ликвидированные районы (10): Верхнерогачикский, Высокопольский, Горностаевский, Ивановский, Каланчакский, Нововоронцовский, Новотроицкий, Сивашский, Херсонский и Цюрупинский.
- Хмельницкая область. Вместо 24 районов и 2 городов областного подчинения создано 10 районов и 4 города областного подчинения (на 04.01.65 — 16 районов)

Ликвидированные районы (14): Антонинский, Белогорский, Виньковецкий, Грицевский, Деражнянский, Мануильский, Новоушицкий, Полонский, Ружичнянский, Славутский, Смотричский, Старосинявский, Чемеровецкий, Черноостровский.
- Черкасская область. Вместо 21 района и 3 городов областного подчинения создано 10 районов и 6 городов областного подчинения (на 04.01.65 — 16 районов)

Ликвидированные районы (11): Гельмязовский, Городищенский, Каменский, Каневский, Катеринопольский, Лысянский, Маньковский, Монастырищенский, Тальновский, Черкасский, Чернобаевский районы.
- Черновицкая область. Вместо 14 районов и 1 города областного подчинения создано 6 районов и 1 город областного подчинения (на 04.01.65 — 9 районов)

Ликвидированные районы (8): Вашковецкий, Герцаевский, Заставновский, Путильский, Садгорский, Сокирянский, Хотинский и Черновицкий.
- Черниговская область. Вместо 26 районов и 3 городов областного подчинения создано 12 районов и 6 городов областного подчинения (на 04.01.65 — 18 районов)

Ликвидированные районы (14): Борзнянский, Варвинский, Городнянский, Дмитриевский, Коропский, Куликовский, Лосиновский, Любечский, Малодевицкий, Михайло-Коцюбинский, Носовский, Остерский, Понорницкий, Сосницкий районы.

## Эстонская ССР
Указом Президиума ВС Эстонской ССР от 21 декабря 1962 года
вместо 24 районов и 6 городов республиканского подчинения создано 15 районов и 6 городов республиканского подчинения
Упраздненные районы (5): Абьяский, Вяндраский, Мярьямааский, Пыльтсамааский и Эльваский